# Pokot (film)
Pokot è un film del 2017 diretto da Agnieszka Holland. È tratto dal romanzo Guida il tuo carro sulle ossa dei morti (Prowadź swój pług przez kości umarłych) di Olga Tokarczuk, anche sceneggiatrice della pellicola.

## Trama
In un piccolo paese di frontiera nella regione montana della Valle di Kłodzko, un'anziana donna, Janina Duszejko, insegnante di inglese, tenta invano di difendere gli animali da un gruppo di sadici cacciatori. Quando questi cadono vittima di una catena di omicidi, la vicenda si colora di giallo. Lei sa chi è l'assassino ma nessuno le crede.

## Riconoscimenti
Il film è stato presentato al Festival di Berlino 2017 ed ha vinto il Premio Alfred Bauer nello stesso anno.